# Ange pur

Ange pur est une comédie en trois actes de Gaby Bruyère, créée en 1966 au Théâtre Édouard VII dans une mise en scène de Francis Joffo,. 

## Principales productions
Ange pur au Théâtre Édouard VII, 1966 (création),
(première le 5 décembre 1966)
Mise en scène de Francis Joffo, scénographie d'André Beaurepaire, costumes de Jacques Esterel
Claude Nicot (Picpus), Jean-Marie Proslier (Jonathan), Christian Marin (John), Christian Duvaleix (M. Vaillant Tine), Micheline Dax (Lady Angel de Kentembourg) , Florence Blot  (Mrs Covert), Jean Périmony (L'Italien et Sir Annibal Catastropher), Victor Upshaw (Arcadius Balaba), Éric Holmes (Sir Cyril Hatton), Christian Duvaleix  (Sir William Dingle).